# Check on It
"Check on It" é uma canção gravada pela cantora norte-americana Beyoncé para o álbum de grandes êxitos das Destiny's Child, #1's. Acabou também por ser incluída no segundo álbum de estúdio de Beyoncé, B'Day. Foi também escrita por Slim Thug (que também canta no single), Swizz Beatz e Sean Garrett, e coproduzida por Swizz Beatz. A canção apareceu no filme de 2006 A Pantera Cor-de-rosa, onde Beyoncé também participou. Inicialmente, a canção não era para ser incluída no álbum #1’s, e só o foi porque foi tocada nas rádios em vez do single "Stand Up for Love" (gravado pelas três membros das Destiny's Child).

## Videoclipe
Dada a crescente procura pela canção, Beyoncé gravou um videoclipe que tanto servia de promoção para o álbum #1’s, como para o filme A Pantera Cor-de-rosa. Foi dirigido por Hype Williams e estreou a 16 de Dezembro de 2005. No videoclipe predominam os fundos cor de rosa e até mesmo Beyoncé se veste na maior parte das vezes dessa cor (para estar de acordo com o filme A Pantera Cor-de-rosa). Foi um dos primeiros videoclipes a ser exibido em widescreen, onde as margens superior e inferior que ficam de fora são preenchidas com outro vídeo que é exibido ao mesmo tempo e em segundo plano. O último verso da música, em vez de Slim Thug, quem canta é Bun B, do UGK.

## Faixas e formatos
- EP Internacional de remixes (com Bun B & Slim Thug)[1][2]

1. "Check On It" – 3:30
2. "Check On It" (Junior Vasquez Club Mix) – 8:31
3. "Check On It" (Maurice's Nu Soul Mix) – 5:59
4. "Check On It" (King Klub Mix) – 6:48
5. "Check On It" (Bama Boyz Remix) – 3:54

- Canadá e Europa (com Slim Thug)[3][4]

1. "Check On It" – 3:31
2. "Check On It" (No Rap Version) – 3:08

- Estados Unidos single (com Voltio)[5]

1. "Check On It" (Bama Boyz Reggaeton Remix) – 3:28
2. "Check On It" (Bama Boyz Reggaeton Remix Instrumental) – 3:28

## Desempenho
| Tabelas musicais (2005-2006)               | Melhor posição |
| ------------------------------------------ | -------------- |
| Alemanha - German Singles Chart            | 11             |
| Áustria - Austrian Singles Chart           | 10             |
| Bélgica - Belgian Singles Chart (Flanders) | 9              |
| Bélgica - Belgian Singles Chart (Wallonia) | 31             |
| Canadá - Canadian Hot 100                  | 5              |
| Estados Unidos - Billboard Hot 100         | 1              |
| Estados Unidos - Hot R&B/Hip-Hop Songs     | 3              |
| Estados Unidos - Hot Dance Club Play       | 1              |
| Estados Unidos - Pop Songs                 | 1              |
| Estados Unidos - Pop 100                   | 1              |
| Estados Unidos - Hot Singles Sales         | 1              |
| Europa - European Hot 100 Singles          | 8              |
| Finlândia - Suomen virallinen lista        | 6              |
| França - French Singles Chart              | 32             |
| Grécia - Greek Singles Chart               | 9              |
| Hungria - Rádiós Top 40                    | 3              |
| Irlanda - Irish Singles Chart              | 2              |
| Japão - Oricon Style                       | 45             |
| Noruega - Norwegian Singles Chart          | 2              |
| Nova Zelândia - New Zealand Singles Chart  | 1              |
| Países Baixos - Dutch Top 40               | 3              |
| Reino Unido - UK Singles Chart             | 3              |
| Chéquia - IFPI Česká Republika             | 7              |
| Suécia - Swedish Singles Chart             | 11             |
| Suíça - Swiss Singles Chart                | 7              |

| Tabelas musicais (2006)                    | Posição |
| ------------------------------------------ | ------- |
| Austrália - Austria Top 75 Singles         | 52      |
| Bélgica - Belgian Singles Chart (Flanders) | 46      |
| Hungria - Hungarian Airplay Chart          | 18      |
| Suíça - Swiss Singles Chart                | 45      |
| Reino Unido - UK Singles Chart             | 53      |
| Estados Unidos - Billboard Hot 100         | 10      |
| Estados Unidos - Hot Dance Club Play Songs | 3       |
| Estados Unidos - Hot R&B/Hip Hop Songs     | 19      |
| Estados Unidos - Hot 100 Airplay           | 4       |
| Estados Unidos - Pop 100                   | 9       |
| Estados Unidos - Rhythmic Songs            | 14      |

| Tabelas musicais (2000–2009)       | Posição |
| ---------------------------------- | ------- |
| Estados Unidos - Billboard Hot 100 | 88      |
| Estados Unidos - Pop Songs         | 41      |

| País / Certificadora  | Certificações |
| Single                | Single        |
| --------------------- | ------------- |
| Canadá / Music Canada | Ouro          |
| Estados Unidos / RIAA | Ouro          |
| Ringtone              |               |
| Canadá / Music Canada | 2× Platina    |
| Estados Unidos / RIAA | Platina       |